# 抗告
抗告（こうこく）とは、日本の司法制度における不服申立ての一種であり、決定に対して、その決定又は命令をした裁判所（原裁判所）の上級裁判所（裁判所法16条2号。地方裁判所や家庭裁判所でいえば原則、高等裁判所が上級裁判所。高等裁判所決定なら最高裁判所）になされる不服の申立て、あるいは、この申立てにより開始される上級裁判所における審理・判断の手続をいう。同一の審級に対する不服申立ては、異議という。また、行政事件訴訟法第3条の抗告訴訟（こうこくそしょう）は、行政訴訟の一典型類型であり、ここでの「抗告」には含まれない。

## 種類
抗告には通常の抗告、即時抗告、再抗告、許可抗告、特別抗告などといった種別がある。

### 通常抗告
通常抗告（つうじょうこうこく）とは、即時抗告と異なり不服申立期間の定めがなく、執行停止の効力もない抗告である（民事訴訟法328条、刑事訴訟法419条）。抗告裁判所等は、裁量で執行停止をすることができる（民事訴訟法334条2項、刑事訴訟法424条2項）。通常抗告の対象は、民事訴訟では、口頭弁論を経ないで訴訟手続に関する申立てを却下した決定又は命令（民事訴訟法328条1項）、または、違式の決定・命令（民事訴訟法328条2項）である。刑事訴訟では、原則として裁判所のした決定が通常抗告の対象になる（刑事訴訟法419条）。

### 即時抗告
即時抗告（そくじこうこく）とは、裁判の告知を受けた日から民事訴訟においては1週間（家事審判法・民事保全法・破産法等においては2週間）、刑事訴訟においては3日の不変期間内（いかなる理由があろうとも、3日間以内に。延長は許されない）にしなければならないとされる抗告である（民事訴訟法332条、刑事訴訟法422条）。一般に、即時抗告は、原決定・命令を迅速に確定させる必要がある場合に定められ、執行停止の効力（334条1項）がある。

ただし、文書提出命令の申立て却下決定に関しては例外があり、証拠調べの必要性が無いと判断された文書を、その必要性をもとに抗告することはできない。2000年3月10日、最高裁判所は証拠調べの必要性がないことを理由とした文書提出命令の申立て却下の決定に対し、証拠調べの必要性のみを理由とする抗告を認めないことを、判例の傍論として示した。同決定にて最高裁は、『証拠調べの必要性を欠くことを理由として文書提出命令の申立てを却下する決定に対しては、右必要性があることを理由として独立に不服の申立てをすることはできないと解するのが相当である。』と述べ、証拠調べの必要性を求めた抗告の論旨は採用しなかった。ただ文書提出命令の対象文書の内容や文書の意味付けが十分に吟味されぬまま必要性なしと判断されることが、裁判を受ける権利を害し違憲であるとして特別抗告される例は存在する。

### 再抗告
再抗告（さいこうこく）とは、抗告裁判所の決定に対する再度の抗告である。刑事訴訟では再抗告は認められていない（刑事訴訟法427条）。民事訴訟では、抗告裁判所の決定に対して、その決定に憲法解釈の誤りその他憲法違反があること又は決定に影響を及ぼすことが明らかな法令違反がある場合に限り再抗告ができる旨が定められている（憲法81条。民事訴訟法330条、331条。）が、337条1項括弧書き及び裁判所法7条2号を根拠として、最高裁判所への抗告は特別抗告あるいは許可抗告に限られると解されている。少年事件では高等裁判所の決定に対して再抗告が可能であるが、憲法違反と判例違反に限られており、最高裁判所で自判はせずに差し戻す（少年法35条1項、2項）。検察官は再抗告できない。

### 許可抗告
許可抗告（きょかこうこく）とは、民事訴訟における高等裁判所の決定及び命令に対する抗告のうち、法令の解釈に関する重要な事項を含むとして高等裁判所に対して抗告の許可を求めて行うものをいう（民事訴訟法337条）。許可基準は上告受理申立てと同一であるが、受理に相当する判断は最高裁判所ではなく、原審である高等裁判所が行い、高等裁判所が抗告を許可した事件に対しては最高裁判所は判断を示さなければならない。
民事手続法の分野では決定・命令手続で行われるものでも重要なものが数多く存在する。民事訴訟で決定・命令手続で行われるものとしては訴状却下、移送、文書提出命令が挙げられる。民事執行、民事保全、破産、民事再生などでは判決手続によるものは稀でほとんどが決定により裁判所の判断が示される。それにもかかわらず旧民事訴訟法下では許可抗告に相当する制度がなかったため、裁判所によって法令の解釈が分かれたままになってしまうことがあった。現行民事訴訟法はこのような弊害を解消し、最高裁判所による法令の解釈の統一を図ることを可能とするため、許可抗告制度を創設した。
なお、少年法においては、抗告受理の申立の制度があり、検察官が関与する少年審判において、事件の非行事実の認定に際し、決定に影響を及ぼす法令の違反または重大な事実誤認があることを理由として検察官が高等裁判所に抗告受理の申立をすることができ、この場合は高等裁判所が受理するかどうかを決定する。現在までのところ、検察官より抗告受理申立てがされた事件については全て高等裁判所において受理決定がなされている。

### 特別抗告
特別抗告（とくべつこうこく）とは、各訴訟法で不服を申し立てることができない決定・命令に対して、その裁判に憲法解釈の誤りその他憲法違反を理由とするときに、特に、最高裁判所に判断を求める抗告をいう（民事訴訟法336条、刑事訴訟法433条）。最高裁判所が憲法適合性を決定する権限を有する終審裁判所（憲法第81条）であることから定められている。なお、刑事においては判例違反も特別抗告理由となりうる。また、刑事訴訟法上の特別抗告については、適法な抗告理由が認められない場合であっても、法令違反・重大な事実誤認など刑事訴訟法411条所定の事由が認められる場合には最高裁判所が職権で原決定を取り消すことが判例上認められている。

### 上記以外の抗告
このほか、民事執行法上の執行抗告（しっこうこうこく）、民事保全法上の保全抗告（ほぜんこうこく）、破産法や非訟事件手続法などによる抗告もある。

### 準抗告
準抗告（じゅんこうこく）とは、勾留や保釈、押収など、裁判官の裁判に不服がある者は、簡易裁判所の裁判官がした裁判に対しては管轄地方裁判所に、その他の裁判官がした裁判に対してはその裁判官所属の裁判所に、その裁判の取消又は変更を請求（刑事訴訟法429条1項）する不服申立てや検察官や司法警察職員の接見指定に関する処分や押収に対する処分に対する不服申立て（刑事訴訟法430条）（刑事確定記録の閲覧に関する保管検察官の処分に対しても準用されている）をいう。
過料又は費用の賠償を命ずる裁判に対する準抗告の申立ては、原裁判（準抗告によりその当否が争われている裁判）のあった日から3日以内に（同条4項）、申立書を管轄裁判所に差し出して（同法431条）しなければならない。

## 抗告の行い方
刑事訴訟法においては法423条にあるように書面（抗告申立書）により行わなければならないこととなっている。
他方、民事訴訟法においては、例えば再抗告・特別抗告・許可抗告を除く抗告については、抗告状により行う（331条、286条1項）し、特別抗告については、特別抗告状により行わなければならない（327条、314条1項）。

## 抗告とその理由の説明
民事訴訟法においては、抗告を行う際にその事由の具体的な説明を後続の書面（抗告理由書）で行う事が出来る。この場合、抗告人は、抗告の提起後14日以内に、事由の説明を記載した書面を原裁判所に提出しなければならない（民事訴訟規則207条）。

## 抗告に似た手続（異議）

### 刑事訴訟
異議申立て（いぎもうしたて）とは、刑事事件において高等裁判所がした決定に対して、抗告を認めると最高裁判所において事件が集中することから、特別抗告に限られているが、不服申立ての機会を与えるため、抗告に代わる異議申立てが高等裁判所においては認められている。この場合、原決定を下した合議体と別の合議体で審理が行われる。なお、この異議の申立を経たのちに最高裁判所に特別抗告ができる。
また最高裁判所が、刑事訴訟法第414条及び第386条第1項第3号により上告を棄却した決定に対しては、刑事訴訟法第414条、第386条第2項、第385条第2項前段及び第428条第2項の規定により異議申立てをすることができる。この異議申立てについては、特別抗告はできない。

### 民事訴訟
民事訴訟法では、受命裁判官又は受託裁判官の裁判に対して不服がある当事者が、受訴裁判所に対して異議申立てをすることができる（民訴法329条1項）。

### 人事訴訟・家事事件
家事事件手続法の別表2相当の審判は、同法85条および同法156条によって即時抗告をすることができる審判とされており、同法77条に定める誤記等の更正以外については、同法78条の2および同法90条により、（一見すると）原裁判所（であるところの家庭裁判所）が自ら更正することはできず、同法91条の2に定めるとおり、「事件を第一審裁判所に差し戻すとき」を除いては抗告裁判所が「自ら審判に代わる裁判をしなければならない」。
しかし、これら原審の審判、たとえば離婚・離縁及び民事訴訟を提起することができる家庭に関する事件や、別表第2事件（家事調停が不成立になった場合には、家事審判に移行する事件）が同法284条1項に言う「調停に代わる審判」として行われた場合（調停前置主義に於いては大体の場合はこれに当てはまる）については、その審判に対して同法286条に基づいて家庭裁判所に異議を申し立てることができ、審級を上げずに済む利益を得られる。
ただし、別表第2事件（家事調停が不成立になった場合には、家事審判に移行する事件）が、同法272条4項で（自動的に）審判に移行した場合、その審判は同法73条に規定する「審判」となり、同法284条に規定する「調停に代わる審判」ではないこととなるので、異議の申し立てはできない。
また、人事に関する訴え（＝人事訴訟法2条）から離婚及び離縁の訴えを除いた「合意に相当する審判」（家事事件手続法277条）についても、家事事件手続法279条で異議の申立てが認められている。
これら家事事件手続法の異議の申立て（279条、286条等）によって、原裁判所でも（いわゆる）「再度の考案による更正」が一部、可能となっている。
手続きのおおまかな流れについては大坪和敏論文を参照。

## 抗告ができない手続
裁判手続は、結論に至るまでに様々な中間的判断を必要とする。このような中間的判断の当否は、原則として独立の不服申立てが許されず、結論そのものに対する不服申立ての手続の中で、その結論が不当であることの理由として主張すべきものとされている。中間的判断の例と、独立の不服申立ての可否は次のようになる。概して言うと、中間的判断であっても当事者の裁判を受ける権利を決定的に左右し得るほどに影響が大きいものは、抗告が許されている。
- その事件をどの裁判所が担当するか。移送申立てに対する決定に対しては、抗告をすることができる（民事訴訟法21条、刑事訴訟法19条3項、家事事件手続法9条3項）。ただし、簡易裁判所から地方裁判所への移送に対しては、不服申立てを禁ずる明文がある。民事訴訟法274条2項
- その事件を担当裁判官が担当して良いか。除斥・忌避の申立てを却下する決定に対しては、抗告をすることができる（民事訴訟法25条5項、刑事訴訟法25条、家事事件手続法12条9項）。
- 代替的紛争解決手続の存在等を理由に裁判手続の中止又はその取消しをすべきか。不服申立てを禁ずる明文がある。裁判外紛争解決手続の利用の促進に関する法律26条3項、信託業法85条の15第3項、特定非常災害の被害者の権利利益の保全等を図るための特別措置に関する法律5条4項独立行政法人国民生活センター法28条3項など。
- 代替的紛争解決手続を民事訴訟に移行すべきか。犯罪被害者等の権利利益の保護を図るための刑事手続に付随する措置に関する法律38条3項、民事訴訟法373条4項など。
- 弁論を分離・併合すべきか。不服申立ては許されない。
- 証拠調べの必要性があるか。判例[9]が独立の不服申立てを許さないことを明らかにしている。
- 証拠調べの準備行為。不服申立てを禁ずる明文がある。信託法180条5項、民事訴訟法132条の8、238条など。
- 団体の統制に裁判所が介入するための準備・証拠収集の一部。不服申立てを禁ずる明文がある。一般社団法人及び一般財団法人に関する法律293条、会社法874条、信託法46条4項、64条2項、172条3項、地方独立行政法人法101条、特定非営利活動促進法32条の5、弁理士法52条の5第2項、マンションの建替え等の円滑化に関する法律42条の3、密集市街地における防災街区の整備の促進に関する法律103条の8など。
- 上訴の提起に伴う執行停止の裁判。不服申立てを禁ずる明文がある。配偶者からの暴力の防止及び被害者の保護等に関する法律16条5項、民事訴訟法403条2項など。
- 仲裁的裁判。民事訴訟法375条3項など。
- 現状維持的裁判であって、権利関係確定の効果がないもの。民事訴訟法385条4項など。
- 確定裁判に対する是正申立てに伴う執行停止の裁判。不服申立てを禁ずる明文がある。国際的な子の奪取の民事上の側面に関する条約の実施に関する法律117条2項、120条2項、非訟事件手続法84条2項、民事訴訟法403条2項など。
- 記録の閲覧・謄写を許可すべきか。明文で不服申立てが禁じられることがある。人事訴訟法35条7項、犯罪被害者の権利利益の保護を図るための刑事手続に付随する措置に関する法律39条8項など。